# 光華寺
25°01′26″N 121°30′56″E / 25.023931°N 121.515542°E
光華寺，是位於臺灣臺北市中正區螢雪里、新店溪畔的觀音寺，為員林禪寺分寺。

## 歷史沿革
首任主持朱光淮昔日住在臺北市大理街時就開始供奉觀世音菩薩。戰後初期接任員林禪寺主持，1960年3月於臺北市中正橋下的堤外區域建立光華寺。
當時此寺為木造的違建建築，長寬各三丈，在附近諸多違建中為一棟不小的違建，寺有前省主席周至柔題贈的「圓通寶殿」、和前市長黃啟瑞的「法宇宏開」等匾額。1961年水災時，此寺成為古亭區災民收容所之一。後來，政府為了防洪，決定拆除堤外所有的違章建築，因此遷移。今位在中正橋西側的水源路旁。
朱光淮曾為去世的陳誠聯合台北縣市佛教徒在此寺七天的法會。附近社區有貧困的違章居民，此寺每逢中秋與春節就會捐贈他們米糧。寺方也有配合臺北市民政局作國民生活須知、國民禮儀範例的禮俗宣導。

## 觀音坐像
此寺四樓頂有座高十三尺的觀音蓮坐像，特色是常換衣服。信徒為了許還願，會奉贈一襲以白色為主為外袍，節儉點的用布料、昂貴點的用綢緞，其尺寸高十三尺、底圍廿七尺，被記者譽為台北市最大號的一件衣服。當時1984年報導一年當中，差不多換五、六套，舊袍則送入燒金爐中火化。
蕭薔曾表示此觀音像正好正對她永和的家，覺得有緣，因此習慣大年初一早上會來光華寺祭拜。當她到著家人到此寺祭拜觀音時，寺裡的信徒也會跟她握手、合照。

## 外部連結
- 光華寺的Facebook專頁